# Eudiometro

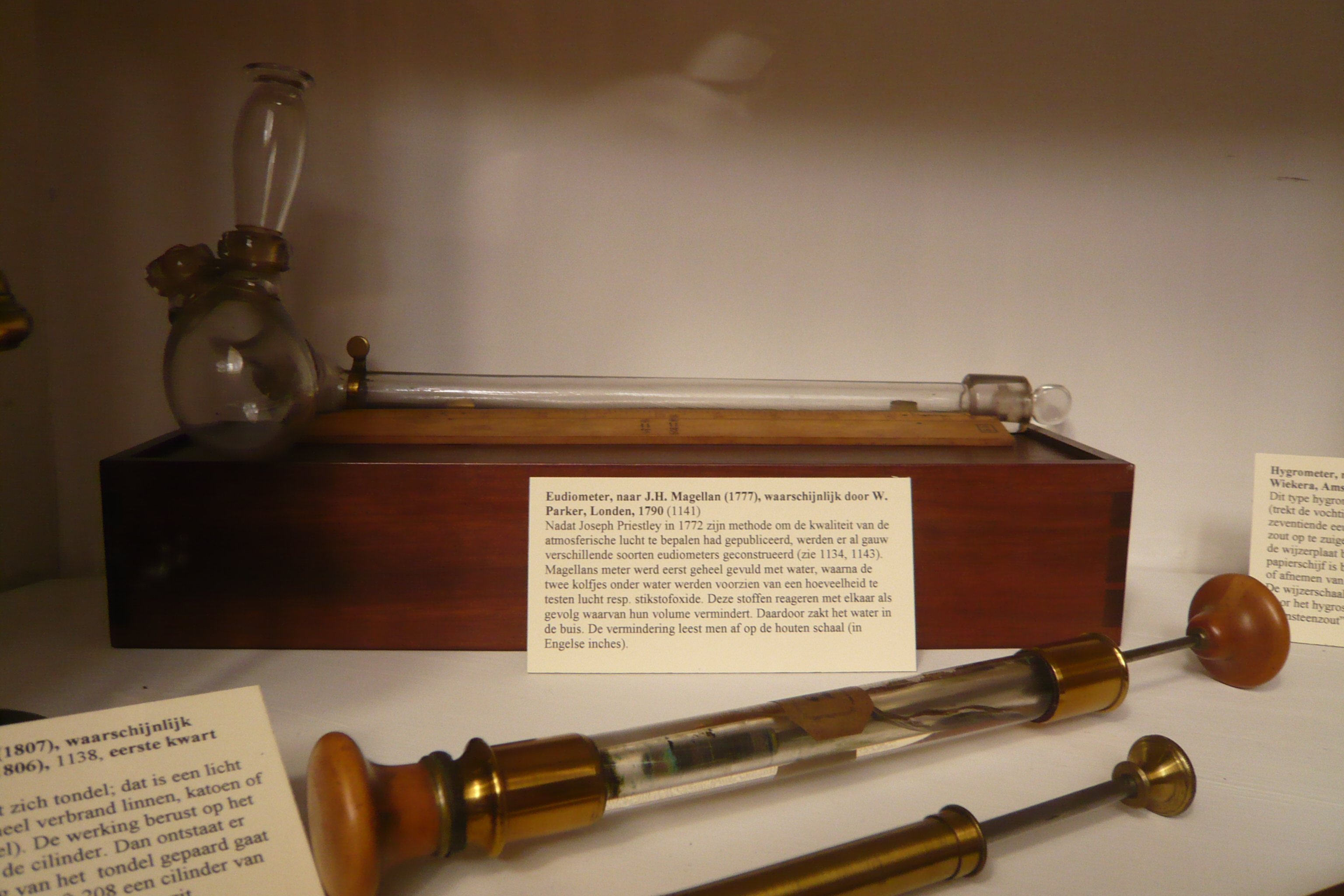
Eudiometro di J.H. de Magellan, Museo Teylers

L'eudiometro è un apparecchio di laboratorio che misura le variazioni di volume di un gas soggetto a combustione. Venne messo a punto  da Alessandro Volta durante i suoi studi sulle "arie infiammabili", metano e idrogeno, scoperte dallo stesso Volta intorno al 1776. In realtà già Marsilio Landriani e Joseph Priestley avevano inventato degli apparecchi simili, ma i perfezionamenti apportati da Volta furono decisivi.

## Storia

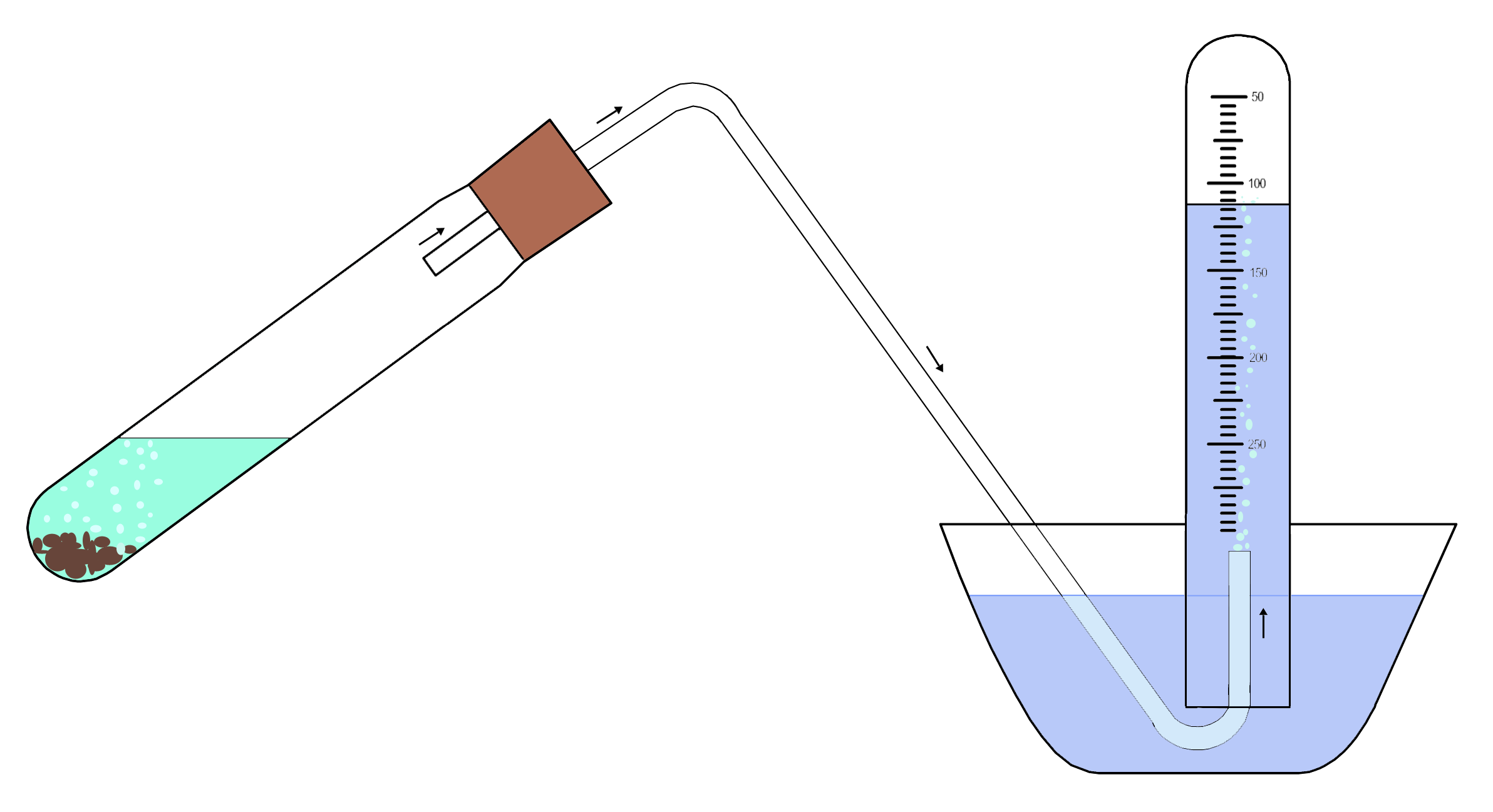
Schema di funzionamento di un eudiometro

Per studiare il fenomeno Volta realizzò un eudiometro, costituito da un tubo di vetro con una imboccatura posta in una bacinella d'acqua e l'altra imboccatura chiusa da un turacciolo di sughero e sigillata con mastice.

## Funzionamento
Attraverso il turacciolo passano due fili metallici che terminano all'esterno del tubo con due sferette metalliche. Riempito il tubo con aria e aria infiammabile, Volta faceva scoccare una scintilla, ottenendo una esplosione, in seguito al quale il livello dell'acqua nella parte inferiore del tubo saliva sensibilmente, per condensazione dell'acqua prodotta nell'esplosione; ciò avrebbe dovuto dimostrare che l'aria infiammabile e anche una parte dell'aria comune "svaniva", lasciando nel tubo solo aria "flogistizzata", ossia priva di ossigeno. 

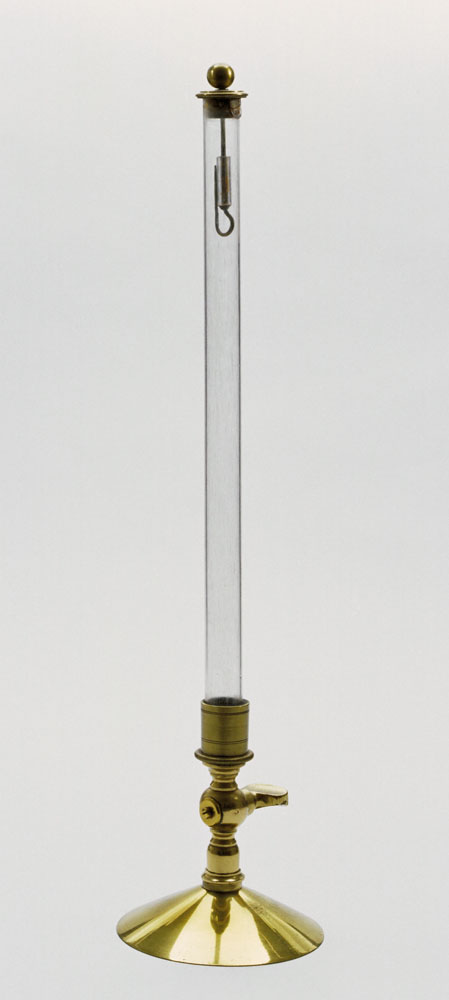
Eudiometro di Alessandro Volta per la detonazione dei gas.

In realtà, la reazione tra ossigeno dell'aria e metano:
CH4 + 2O2 → CO2 + 2H2O,
con la successiva condensazione dell'acqua, comporta una contrazione della miscela aeriforme, pari a due volte il volume di metano introdotto.

## La mancata scoperta della sintesi dell'acqua
Durante i suoi esperimenti con l'eudiometro, Volta realizza quindi la sintesi dell'acqua, ma non può accorgersene perché il suo strumento contiene acqua; la formazione di acqua in seguito alla combustione dell'idrogeno non sfuggirà invece ad Antoine-Laurent de Lavoisier, che ripeterà gli esperimenti di Volta con un eudiometro contenente mercurio.